# دان جاك موتون
دان جاك موتون (بالإنجليزية: Dann-Jacques Mouton)‏ (مواليد 15 يونيو 1986) هو مُمثل سينمائي وتلفزيوني ومسرحي جنوب أفريقي.

## النشأة
ولد دان جاك موتون في 15 يونيو 1986 في مدينة كرايفونتين في كيب الغربية في جنوب أفريقيا. حصل على تعليمه الثانوي من مدرسة إبين دونغز الثانوية (بالإنجليزية: Eben Dönges High School)‏. حصل بعدها على دبلوم في المسرح والأداء من جامعة كيب تاون.

## أفلامه
شارك موتون في الأفلام التالية:
- ناديني لص (2018).[5]
- ثيس وتريكس (2018).[6]
- تيس (2016).
- أبراهام (2015).[7]

## الجوائز
فاز دان جاك موتون في 16 مارس 2017 بجائزة أفضل ممثل في إطار حفل توزيع جوائز جنوب إفريقيا للسينما والتلفزيون الحادي عشر.

## روابط خارجية
دان جاك موتون على موقع IMDb (الإنجليزية)